# 1ª Divisão 2005-2006
Il campionato di 1ª Divisão 2005-2006 è stato il quindicesimo Campeonato Nacional de Futsal del Portogallo, svoltosi nella stagione 2005/2006 con la riduzione a 14 squadre nella prima divisione nazionale e l'introduzione dei playoff per designare il campione nazionale, ha visto prevalere il Benfica.

## Stagione regolare
| Pos | Squadra          | Pti | G  | V  | N | P  | GF  | GS  |
| --- | ---------------- | --- | -- | -- | - | -- | --- | --- |
| 1   | Sporting Lisbona | 70  | 26 | 22 | 4 | 0  | 137 | 61  |
| 2   | Benfica          | 62  | 26 | 19 | 5 | 2  | 140 | 65  |
| 3   | Freixieiro       | 57  | 26 | 18 | 3 | 5  | 126 | 76  |
| 4   | Jorge Antunes    | 54  | 26 | 18 | 0 | 8  | 103 | 69  |
| 5   | Olivais          | 50  | 26 | 14 | 8 | 4  | 103 | 77  |
| 6   | Belenenses       | 40  | 26 | 12 | 4 | 10 | 65  | 69  |
| 7   | Boavista         | 40  | 26 | 12 | 4 | 10 | 83  | 95  |
| 8   | Sporting Pombal  | 32  | 26 | 9  | 5 | 12 | 99  | 97  |
| 9   | Alpendorada      | 30  | 26 | 9  | 3 | 14 | 53  | 79  |
| 10  | Rio Ave          | 25  | 26 | 7  | 4 | 15 | 73  | 104 |
| 11  | Braga            | 22  | 26 | 6  | 4 | 16 | 78  | 119 |
| 12  | Sassoeiros       | 19  | 26 | 5  | 4 | 17 | 74  | 117 |
| 13  | Piedense         | 15  | 26 | 4  | 3 | 19 | 77  | 115 |
| 14  | Famalicense      | 4   | 26 | 1  | 1 | 24 | 62  | 130 |

## Playoff

### Quarti di finale
| Squadre                            | Gara1 | Gara2 | Gara3 |
| ---------------------------------- | ----- | ----- | ----- |
| Belenenses - Benfica               | 3-6   | 1-2   |       |
| Boavista - Freixieiro              | 3-5   | 6-8   |       |
| Sporting Pombal - Sporting Lisbona | 3-4   | 2-7   |       |
| Olivais - Jorge Antunes            | 5-3   | 3-2   | 0-8   |

### Semifinali
| Squadre                    | Gara1     | Gara2 | Gara3     |
| -------------------------- | --------- | ----- | --------- |
| Freixieiro - Benfica       | 7-8 (DCR) | 2-3   |           |
| Olivais - Sporting Lisbona | 3-7       | 3-1   | 4-5 (DTS) |

### Finale
| Squadre                    | Gara1 | Gara2 | Gara3 |
| -------------------------- | ----- | ----- | ----- |
| Benfica - Sporting Lisbona | 2-3   | 4-5   |       |